# Rezerwat przyrody Makovište
Rezerwat przyrody Makovište (słow. Prírodná rezervácia Makovište) – rezerwat przyrody w grupie górskiej Ptacznika na Słowacji. Powierzchnia 24,11 ha.

## Położenie
Leży na terenie katastralnym wsi Kamenec pod Vtáčnikom w powiecie Prievidza w kraju trenczyńskim. Obejmuje fragment stromego, wystawionego ku południowi zbocza Doliny Gepňárovej, poczynając od jej dna (ok. 500 m n.p.m.) aż po szczyt lokalnego wzniesienia zwanego Makovište (662 m n.p.m.).

## Charakterystyka
Dominantą zboczy objętych ochroną jest długi na ok. 900 m, zbudowany z andezytu ciąg wychodni skalnych, stanowiących częściowo zerodowane czoło dawnego jęzora lawowego, będące świadkiem wulkanicznego pochodzenia Ptacznika. Składają się na nie skalne ściany wysokości do kilkudziesięciu metrów, miejscami rozczłonkowane na pojedyncze turnie lub ambony, z licznymi półkami, szczelinami i innymi formami wietrzenia skał. U ich stóp występują niewielkie usypiska gruzu skalnego. Zachowały się tu interesujące biocenozy, charakterystyczne dla ciepłych stanowisk na stosunkowo żyznych glebach, będących produktem wietrzenia andezytu.

## Historia
Rezerwat powołano uchwałą Powiatowej Rady Narodowej (słow. Okresný národný výbor) w Prievidzy nr 127-U/b z dnia 24 sierpnia 1973 r. Aktualizowano uchwałą Powiatowej Rady Narodowej w Prievidzy nr 212-VII z dnia 5 grudnia 1975 r. Na terenie rezerwatu obowiązuje 5. (najwyższy) poziom ochrony.